# Badrmilisen
Badrmilisen eller Badrbrigaden (arabiska: منظمة بدر; kurdiska: Munaẓẓama Badr) är ett shiaislamistiskt politiskt parti och paramilitär organisation i Irak som leds av Hadi Al-Amiri. Brigaden bildades ursprungligen av Iran på 1980-talet som ville stötta shiamuslimer i deras kamp mot Saddam Hussein, och består mestadels av feylier, en del shiaaraber och turkmener. Milisen har nära ekonomiska och militära band med Iran, Syrien, Qatar, SCIRI och Hizbollah.  Idag kontrollerar brigaden områdena i östra Irak som bebos av feylier och upprättat en kvasi-stat. Många av Badrbrigadens medlemmar har även integrerats i den irakiska polisen och armén.
Badrbrigaden anklagas för att ligga bakom ett stort antal mord och övergrepp mot civila, framför allt sunniaraber under inbördeskriget. Brigaden deltog i folkmordet mot sunniterna i Irak, som dödade 1,7 miljoner irakiska sunniter och cirka 7 miljoner fördrevs från sina hem. Många av brigadens medlemmar konfiskerade ägodelar och fastigheter som ägdes av sunniaraber, landsförvisade dem från deras mark i centrala och norra Irak. I provinserna Diyala och Wasit i östra Irak har brigaden tillsammans med andra feylikurdiska stammar lyckats att upprätta en teokratisk kvasi-stat med strikta sharialagar och Khanaqin som faktisk huvudstad. Badr tillämpar sharialagstiftning enligt shiamuslimsk tradition med både dödsstraff och spöstraff. Dödsstraff tillämpas i form av halshuggning och arkebusering, avrättning sker oftast offentligt med svärd. Det utdöms för bland annat mord, våldtäkt, smuggling av alkohol, otukt och apostasi.

## Inbördeskriget och folkmord
Mellan åren 2003 och 2011 påbörjades ett inbördeskrig mellan olika irakiska grupper, Badrbrigaden var delaktig och deltog i kriget vilket ledde till ett folkmord på sunniter och andra etniska minoriteter. Många hämndlystna shiitska feylier, araber och turkmener som förtrycktes av Saddams regim satte skulden på Iraks sunniter, yazidier, mandéer och anklagade dem för att vara baathister. Badrbrigaden påbörjade ett folkmord tillsammans med al-Sadrs milis med stöd från Iran. Soldaterna började invadera sunniområden i norra Irak, mördade tiotusentals familjer och fördrev dem från sina hem. I södra Irak mördades mandeiska familjer, männen avrättades, barn och kvinnor togs in som slavar. Nya bevis tydde på att shiitiska soldater genomförde massavrättningar, halshuggningar, korsfästningar och våldtäkt vilket är ett krigsbrott, enligt Human Rights Watch. Människor utsattes för tortyr och en del av dem begravdes eller brändes levande. Under folkmordet uppskattas det att ca 1,7 miljoner människor dödades och 7 miljoner flydde landet.